# Hl. Johannes XXIII.

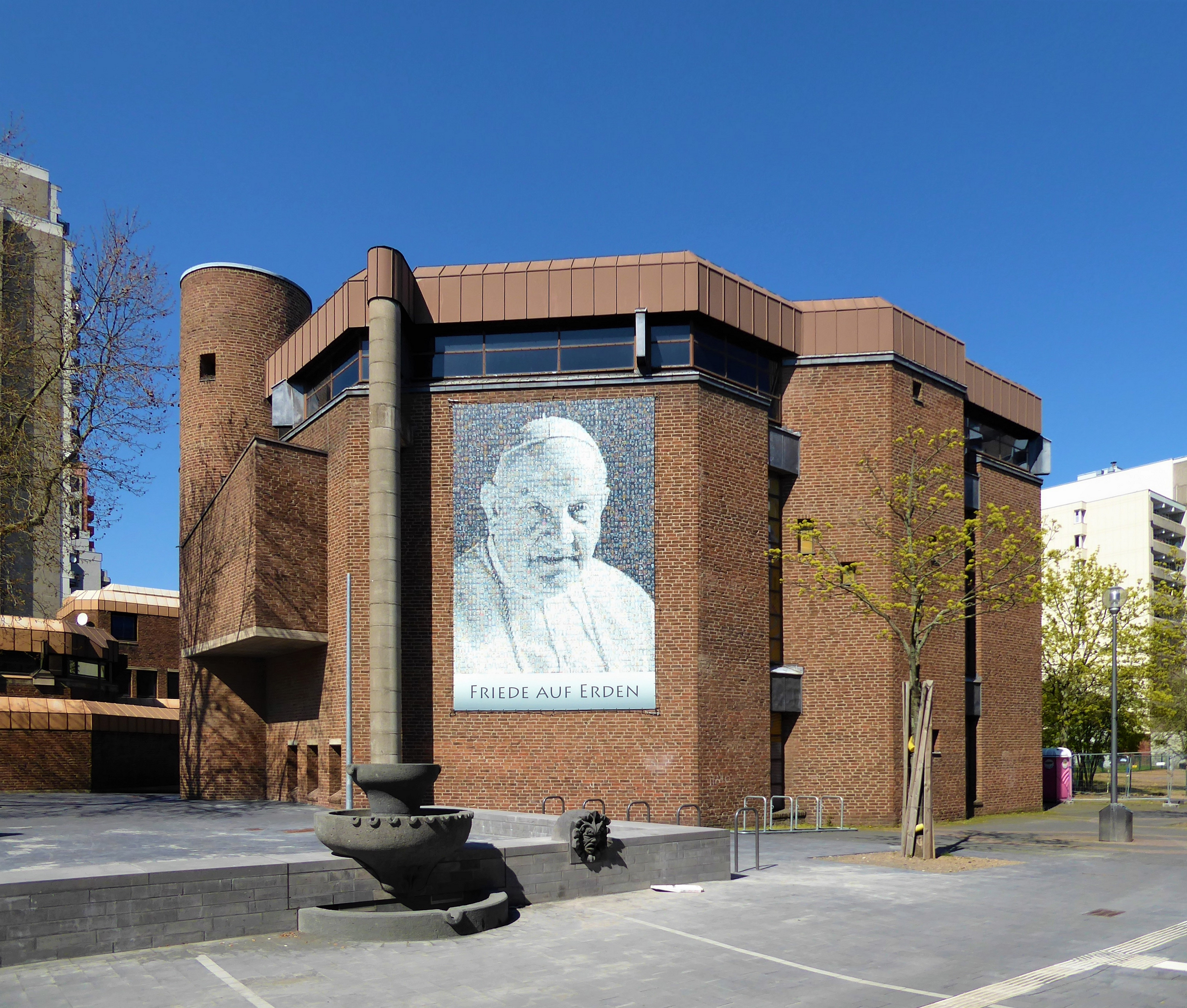
Außenansicht

Die Kirche Hl. Johannes XXIII., vor 2009 St. Johannes in der Neuen Stadt ist eine katholische Pfarrkirche in Köln-Chorweiler, die 1977 nach Entwürfen des Kölner Architekten Hans Schilling erbaut wurde.

## Geschichte
Die Kirche liegt direkt benachbart zum evangelischen Gemeindezentrum am Pariser Platz im Zentrum von Chorweiler, einem Stadtteil, der erst Anfang der 1970er Jahre entstand und dem als Grundidee das Konzept einer Neuen Stadt zugrunde lag, also die Entwicklung neuer städtischer Strukturen „auf der grünen Wiese“.
Der ursprüngliche Name der Kirche hatte also sowohl einen biblischen Bezug auf die neue Stadt Jerusalem aus der Offenbarung des Johannes als auch einen ganz irdischen aufgrund seiner Lage in der „neuen Stadt“ Chorweiler. Aus unklaren Gründen war die Kirche jedoch 28 Jahre lang nicht geweiht worden, nachdem der ursprüngliche Weihetermin 1981 vom damaligen Kardinal Höffner abgesagt werden musste. Die Gemeinde indes war schon längere Zeit daran interessiert, sich nach dem Papst Johannes XXIII. zu benennen, konnte dies jedoch erst umsetzen, nachdem dieser im Jahr 2000 seliggesprochen worden war. Als 2009 die bis dahin versäumte Weihe von Kardinal Meisner nachgeholt wurde, erfolgte auch die gewünschte Benennung der Kirche nach dem Papst – zunächst als Sel. Johannes XXIII., seit 2014 als Hl. Johannes XXIII.
Architekt Hans Schilling hatte bereits ähnliche Kirchenbauten in anderen Stadtteilen Kölns geplant, als er mit dem Bau der Kirche in Chorweiler beauftragt wurde. Die Grundsteinlegung erfolgte am 10. September 1977, seit 1981 wird die Kirche von der Gemeinde genutzt. Bleiglasfenster kamen im Jahr 1997 hinzu. Eine Orgel und ein Glockenspiel erhielt die Kirche erst Ende 2016, die Orgel als Geschenk aus der St.-Anna-Kirche in Düsseldorf-Niederkassel, die in diesem Jahr profaniert worden war.

## Baubeschreibung
Der Grundriss des Kirchenbaus ist ungleichmäßig polygonal, drei der aus Ziegeln gemauerten Außenwände sind fensterlos. Ähnlich wie bei anderen Kirchen von Schilling verlaufen Fensterbänder am oberen Rand der Außenwände, die sich an zwei Kanten des Polygons senkrecht nach unten ziehen. Hierzwischen befindet sich innen das Tabernakel.
Als „kontrastierendes Rundelement“ ist dem Baukörper ein runder, oben flach abgeschlossener Turm, ebenfalls aus Ziegelmauerwerk, angeschlossen.
Das Innere ist durch eine Reihe von Weißglasfenstern sehr hell und erschließt sich durch seine Höhe und Größe schon beim Betreten aus der Vorhalle als sakraler Raum. An der hohen, fensterlosen Altarwand befindet sich nur ein Kreuz, davor ein schlichter Altartisch aus Sandstein. Die von den Fensterstreifen eingefasste Wandseite, die dem Tabernakel vorbehalten ist, ist durch ein von gemauerten Nischen unterbrochenes Gehäuse überbaut und wird dadurch betont.
Durch das umlaufende Lichtband sowie eine Reihe von Unterbrechungen der Wände durch Betonelemente – etwa die mächtige Orgelempore – wirkt der Raum fast rund; die Richtung zum Altar wird jedoch durch das Betontragwerk des Daches definiert. Dieses senkt sich am Eingang kurz ab und steigt dann zum Altar hin auf.

## Ausstattung
Der einzige Schmuck der Altarwand ist das Kreuz, das von Elisabeth Hoffmann-Lachner als Mosaik aus verschiedenen Natursteinen gestaltet wurde. Die Künstlerin ist auch für den Altartisch und -leuchter verantwortlich sowie die Tabernakelstele, die in abstrakt-moderner Form ein „seltener, wohltuender Versuch [ist], kirchliche Ausstattungsstücke mit zeitgenössisch-künstlerischer Formensprache zu gestalten“. Der eigentliche Tabernakel ist ein aus schmiedeeisernen Nägeln geflochtener Brotkorb, dessen christliche Symbolik – Nägel, Brot – sich sofort erschließt.
Die Gestaltung der senkrechten Fensterbänder und einige kleinere Fenster schuf der irische Künstler Jim O’Daly als Bleiglasfenster mit Opalglas in Blau-, Rot- und Gelbtönen als freie Komposition zu den Kapiteln 21 und 22 der Offenbarung des Johannes.
Ein Geläute gibt es nicht. Bis zur Übernahme der Schleifladenorgel aus St. Anna (genaue Beschreibung siehe dort) gab es eine Digital-Orgel der amerikanischen Allen Organ Company von 1975. Zeitgleich mit der Orgel wurde ohne Veränderung der Architektur in den Mauernischen über dem Tabernakel ein Carillon (Glockenspiel) aus der Werkstatt des Musikmechanikers Gerhard Kern in Kerpen-Buir installiert.